# SOMA (jeu vidéo)
Pour les articles homonymes, voir Soma.
SOMA est un jeu vidéo d'horreur psychologique en vue à la première personne se déroulant dans un univers de science-fiction, développé et édité par Frictional Games. Son développement ainsi que sa date de sortie ont été annoncés sur le blog officiel du studio en octobre 2013. Le jeu est finalement sorti le 22 septembre 2015 sur PC et PlayStation 4. En septembre 2017, le jeu est annoncé sur Xbox One. Le jeu se déroule en milieu sous-marin et joue sur les limites psychologiques du joueur.

## Univers
Le titre est un survival horror prenant place dans un univers de science-fiction.

### Synopsis
Le personnage principal que le joueur incarne se nomme Simon Jarrett. Avant les événements du jeu, il apprend qu'il a subi un grave accident de voiture tuant son amie Ashley Hall. Simon souffre quant à lui de graves lésions cérébrales. En raison des séquelles causées par l'accident, il accepte un traitement expérimental impliquant une IRM cérébrale.
Le jeu débute lorsque Simon se réveille dans son appartement après avoir fait un cauchemar de son accident. C'est là qu'il reçoit un appel téléphonique de David Munshi, qui doit lui administrer le traitement expérimental le jour même. Ce dernier lui rappelle de bien ingérer un produit de contraste afin de faciliter l'analyse de son cerveau. Après avoir trouvé et bu le liquide, Simon part pour le laboratoire PACE.
Quand il arrive au PACE, les lieux ont l'air abandonné. Le protagoniste trouve finalement David Munshi, qui lui demande de s'asseoir dans un fauteuil sophistiqué. Un casque vient alors se poser sur le visage de Simon, et l'analyse cérébrale commence. Lorsqu'il relève le casque, Simon se trouve dans une pièce différente, à l'intérieur d'une base sous-marine. Cette base se compose des sites Upsilon, Lamba, Delta, Theta, Omicron, Tau, Alpha et Phi (dans l'ordre de progression).
Durant l'aventure, Simon apprend qu'une météorite a détruit toute la surface de la terre et que seule la base abrite encore de la vie humaine. Il découvre également l'existence du projet ARK, un projet de sauvetage de l'humanité qui repose sur un satellite contenant des scans des cerveaux des membres de la station. Le but du jeu est de lancer cet ARK en orbite.
Petit problème toutefois : la station est dirigée par une intelligence artificielle, le WAU, qui utilise le Gel Structurel, liquide semblable au pétrole, pour modifier les êtres vivants ou les machines et cherche à empêcher le lancement de l'ARK.
Simon doit donc survivre face à des monstres du WAU comme les proxy dirigés par Terry Akers, homme ayant consommé plusieurs litres de gel structurel. Il y a un monstre par site et il ne peut être tué. Il existe cependant à chaque fois un moyen d'éviter le monstre.

## Personnages

### Personnages masculins
- Adam Golaski
- Baxter Rogers
- Brandon Wan
- Carl Semken
- David Munshi
- Dorian Cronstedt
- Ian Pedersen
- Johan Ross
- John Strohmeier
- Simon Jarett

### Personnages féminins
- Alice Koster
- Amy Azzaro
- Ashley Hall
- Catherine Chun
- Heather Wolchezk
- Imogen Reed
- Julia Dahl
- Nadine Masters
- Raleigh Herber
- Robin Bass
- Sarah Lindwall

## Système de jeu
C'est un jeu de survival horror à la première personne dont le système de jeu est assez proche de celui des autres titres du studio, principalement des franchises Amnesia et Penumbra. L'horreur y est principalement psychologique grâce au faible nombre de sursauts apeurants (jump scares), à l'absence de moyens de défense pour le joueur et à une ambiance oppressante. L'histoire nous est racontée au travers de nombreux objets et enregistrements audio dispersés dans les différents endroits parcourus. Le personnage ne peut pas attaquer.

## Accueil

### Ventes
En septembre 2017, Frictional Games annonce que le jeu a été téléchargé plus de 650 000 fois. Dans un communiqué paru le 16 mars 2021 faisant le point sur Amnesia: Rebirth, un autre jeu du même développeur, celui-ci précise que SOMA a atteint le million de ventes sur PC et bien plus en comptant les ventes sur les autres consoles .